# Pterocomma alpinum
Pterocomma alpinum är en insektsart. Pterocomma alpinum ingår i släktet Pterocomma och familjen långrörsbladlöss. Inga underarter finns listade i Catalogue of Life.